# Eudamidas I
Eudamidas I (Oudgrieks: Εὐδαμίδας) was een Spartaanse koning, de 22e van de dynastie van de Eurypontiden. Hij regeerde van 330 tot 305 v.Chr. Hij was de zoon van Archidamus III en de broer en opvolger van Agis III. Hij was getrouwd met Arachidamia en samen hadden ze twee kinderen: Archidamus IV en Agesistrata. Zijn heerschappij was vredevol, er zijn geen oorlogen bekend. We weten niet zoveel over Eudamidas I, en bij uitbreiding over alle koningen van de Eurypontidendynastie, omdat geschiedschrijvers, zoals Pausanias, hun tegenkoningen van de Agiaden belangrijker vonden.